# Groß Klein
Groß Klein è un quartiere (Stadtteil) di Rostock.